# Kristian Levring
Kristian Levring (ur. 9 maja 1957 w Danii) – duński reżyser filmowy, jeden z twórców manifestu filmowego Dogma 95. Ukończył Państwową Duńską Szkołę Filmową (National Film School of Denmark). Mieszkał we Francji przez 8 lat, jest reżyserem wielu reklam telewizyjnych.

## Filmografia
- Skud fra hjertet, Et (1986)
- D-dag (2000)
- D-dag - Carl (2000)
- Król żyje (King Is Alive, The) (2000)
- D-dag - Den færdige film (2001)
- Intended, The (2002)